# 陳耀燁
陳 耀燁（ちん ようよう、陈耀烨、チェン・ヤオイエ、1989年12月16日 - ）は、中華人民共和国の囲碁棋士。北京市出身、中国囲棋協会所属、九段。LG杯世界棋王戦準優勝などにより、17歳で史上最年少の九段昇段。天元戦8連覇、春蘭杯世界囲碁選手権戦、百霊愛透杯世界囲碁オープン戦優勝など。周睿羊らとともに、古力ら小虎世代に続く小豹世代と呼ばれる。

## 経歴
1998年に北京大宝少年隊に入る。1998、1999年、全国少年集中訓戦に優勝。2000年入段。2002年三段昇段、全国少年戦A組優勝、国家少年隊入りする。同年、北京チーム選手となり、2003年から甲級リーグ戦に参加、この年の成績は8勝14敗。同年世界青少年囲碁選手権大会青年の部優勝。2005年、全国囲棋個人戦優勝。2006年LG杯世界棋王戦で、李昌鎬、邱峻らを破り16歳で決勝進出するが、決勝三番勝負で古力に2-3で敗れて準優勝。同年招商銀行杯中国囲棋電視快棋戦に準優勝し、2007年テレビ囲碁アジア選手権に出場して準優勝。世界戦準優勝2回の規定により17歳5ヶ月で九段昇段し、馬暁春の19歳という最年少九段の記録を塗り替えた。
2009年には天元戦6連覇中の古力に挑戦して、2-0でタイトル獲得、以後8連覇。2013年春蘭杯で李世乭を2-1で破り世界戦初優勝、名人戦で檀嘯に挑戦して3-1でタイトル獲得し以後2連覇。2016年百霊愛透杯世界囲碁オープン戦に優勝。2018年天府杯世界囲碁プロ選手権戦優勝。
甲級リーグ戦では2003年から北京チームで出場。2017年に優勝を果たし、19勝7敗の成績で最多勝、最優秀主将、MVP獲得。中国棋士ランキングでは、2007年に13位、2009年3位、2012年1位。

### タイトル歴

#### 国際棋戦
- 春蘭杯世界囲碁選手権戦 2013年
- 百霊愛透杯世界囲碁オープン戦 2016年
- 中韓天元対抗戦 2009年 2-1 姜東潤、11年 2-1 崔哲瀚、12年 2-0 崔哲瀚、13年 2-1 朴廷桓、15年 2-0 羅玄
- 鳳凰古城世界囲棋嶺鋒対決 2013年 ○朴廷桓
- 中国・西安思源学院杯世界囲棋名人争覇戦 2015年 2-0（○朴永訓、○井山裕太）
- 弈決崆峒世界道教名山囲棋招待戦 2018年
- 天府杯世界囲碁プロ選手権戦 2018年
- 国手山脈杯国際囲棋戦個人戦 2019年

#### 国内棋戦
- 全国囲棋個人戦 2005年
- 天元戦 2009-16年
- 招商銀行杯中国囲棋電視快棋戦 2010年
- 倡棋杯中国プロ囲棋選手権戦 2012年
- 名人戦 2013-14年

### 他の棋歴

#### 国際棋戦
- LG杯世界棋王戦 準優勝 2006年、ベスト4 2013年、ベスト8 2016年、2019年
- テレビ囲碁アジア選手権 準優勝 2007年
- 百霊愛透杯世界囲碁オープン戦 準優勝 2013年、ベスト4 2018年
- 春蘭杯世界囲碁選手権戦 3位 2015年、ベスト8 2018年
- スポーツアコードワールドマインドゲームズ 2012年男子個人戦4位
- 恒潤広場杯瓷都論道嶺峰対決 2014年 ×崔哲瀚
- 中韓天元対抗戦 2010年 1-2 朴廷桓、2014年 0-2 朴廷桓
- 金立智能手机杯海峡両岸囲棋冠軍争覇戦 2017年 準優勝
- 農心辛ラーメン杯世界囲碁最強戦
  - 2007年 0-1（×朴永訓）
  - 2013年 0-1（×崔哲瀚）
  - 2013-14年 3-1（○姜東潤、○結城聡、○崔哲瀚、×張栩）
  - 2017年 0-1（×申旻埈）
- 招商地産杯中韓囲棋団体対抗戦
  - 2010年 0-1（×趙漢乗）
  - 2013年 0-2（×金志錫、×朴廷桓）
  - 2014年 1-1（×羅玄、○卞相壹）
- 珠鋼杯世界囲碁団体選手権 男子団体戦準優勝 2014年
- 国手山脈杯国際囲棋戦
  - 2014年 2-1（1-1 朴廷桓、○金昇宰）
  - 2016年 準優勝 1-1（○王元均、×李世乭）
- 中韓囲碁リーグ優勝対抗戦 2018年 2-0（○朴進率、○申眞諝）

#### 国内棋戦
- 招商銀行杯中国囲棋電視快棋戦 準優勝 2007年
- 威浮房開杯棋王戦 準優勝 2009年
- 阿含・桐山杯中国囲棋快棋公開戦 準優勝 2015、16年
- 竜星戦 準優勝 2016年
- リコー杯囲棋混双戦 優勝 2012年（張佩佩とペア）
- 全国智力運動会 男子団体戦（北京チーム） 2009年3位、2011年4位
  - 2019年 プロ男子快棋戦準優勝、混合ペア戦3位（曹又尹とペア）
- 全国運動会 2017年プロ男子個人戦 2位
- 中国囲棋甲級リーグ戦
  - 2003年（北京大宝）8-14
  - 2004年（北京大宝）9-11
  - 2005年（北京大宝）16-6（最多勝）
  - 2006年（北京大宝）14-6
  - 2007年（北京大宝）14-7
  - 2008年（北京大宝）15-7
  - 2009年（中信北京）14-8（勝数3位、最多連勝（10連勝））
  - 2010年（中信北京）14-7
  - 2011年（中信北京）11-10
  - 2012年（中信北京）14-7
  - 2013年（中信北京）12-9
  - 2014年（中信北京）11-11
  - 2015年（中信北京）14-8
  - 2016年（中信北京）11-11
  - 2017年（中信北京）19-7（優勝、最多勝、最優秀主将、MVP）
  - 2018年（中信北京）15-11
  - 2019年（中信北京）6-9
  - 2020年（西藏阜康）10-5
- 弘通杯国家囲棋隊勝抜戦
  - 2012年 0-1（×周睿羊）
  - 2013年 3-1（○李欽誠、○范廷鈺、○楊鼎新、×羋昱廷）
- 中国囲棋名人廈門招待戦 2014年 2-1（×江維傑、○邱峻、○常昊）

## 注
1. ↑  新浪体育「亚洲杯陈耀烨力擒崔哲瀚进决赛 成世界最年轻九段」